# Terra Nova (schip, 1929)
De Terra Nova is een varend monument, een binnenschip opgenomen in het Nationaal Register Varende Monumenten onder nummer 959. Het is van het type luxe motor en is gebouwd in 1929 bij de N.V. Scheepsbouw- en Reparatiewerf "De Hoop", voorheen Gebroeders Boot, van Jacobus en Pieter Boot in Leiderdorp. Het schip is 50 meter lang, 6,60 meter breed en bij de bouw 431 ton. Tegenwoordig meet het 301,170 ton. Het schip is zwaarder gebouwd dan in die tijd gebruikelijk, in de zij zijn platen van tien millimeter gebruikt. Daar waar bij andere schepen twee klinknagels werden toegepast, werden dat er bij de Terra Nova op dezelfde afstand drie. De onderlinge afstanden van de spanten werd ook kleiner dan normaal: in het laadruim 33 cm en in het voorschip 22 centimeter.
Oorspronkelijk werd er een Deutz VR vier-cilinder dieselmotor in geplaatst van 240 pk bij 300 toeren, die in 1987 is vervangen door een Volvo TAMD 121D van 367 pk bij 1800 toeren. De bouwsom bedroeg ƒ 73.823,- De motor ƒ 23.500,- Door het uiterlijk en doordat bij de bouw ook niet was bezuinigd op luxe kreeg het schip na verloop van tijd de bijnaam "Parel van de Rijn".
Om te kunnen blijven varen is het schip in de loop der jaren aangepast aan de eisen die de markt en de overheid stelden. De kettingoverbrenging naar het roer werd vervangen door een hydraulische stuurmachine. In 1999 kreeg het schip voor het mooi toch ook weer een stuurrad. Het oude rad was op dat moment een moderne uitgave, aluminium met houten rand. Het stuurrad wat er nu aanwezig is, komt van de Zomerland, ex Gregerdi,ex Speranza. Dit vond de schenker hier beter op zijn plaats, omdat de Terra Nova van dezelfde bouwwerf is. Met een radarinstallatie kon ook onder minder gunstige zichtomstandigheden worden gevaren. Van die installatie resteert alleen nog de bochtaanwijzer. De radar ging weer van boord, omdat het schip nu ook door vrijwilligers moet kunnen worden gevaren. Die hebben weliswaar het groot vaarbewijs, maar niet per definitie een radarpatent. Er kwamen twee marifoons aan boord en een echolood.
In 2010 werd het schip uitgerust met een Inland-AIS transponder, waardoor het op de elektronische navigatiekaarten die de binnenvaart gebruikt met een label zichtbaar is en op naam per marifoon kan worden opgeroepen.
Het Officieel scheepsnummer, ook wel Europanummer genoemd, is 3030781. Als ENI-nummer komt daar nog een "0" voor en wordt het 03030781.

## Geschiedenis
De opdracht tot de bouw werd verstrekt door schipper Levien Hooglander uit Woudrichem. Het werk bestond uit het vervoeren van lading op de Rijn tot Basel en de Ruhr. Ook werd vracht vervoerd naar en vanuit België. Door de krachtige motor was het mogelijk ook af een toe een schip op sleep mee naar boven te nemen. In de Tweede Wereldoorlog werden voor de Duitsers stenen vervoerd. Nadat de kunstwerken in het Lippe-kanaal waren gebombardeerd liep het kanaal leeg en de Terra Nova kwam daar droog te staan.
Na de oorlog nam de zoon van de schipper het varen over van zijn vader. Na 25 jaar verkocht hij het schip aan Jan Heuvelman uit Ouderkerk aan den IJssel, die het in 1971 weer verkocht aan A. Egas uit Hardinxveld. De naam werd "Onderneming". In 1991 noemde de nieuwe schipper P.R. Tigelaar uit Lekkerkerk zijn schip "Virginia" en hij verving de Friese kap door aluminium schuifluiken, zoals die toentertijd in de binnenvaart meer en meer gebruikelijk werden en liet een boegschroef plaatsen. Jan Lock uit Hardinxveld nam het schip in 1994 over en gaf het zijn oorspronkelijke naam terug, "Terra Nova". Vanaf 1997 begon hij het schip weer in originele staat terug te brengen, omdat hij het schip alleen nog als woonruimte gebruikte en zijn walbaan meer tijd vroeg. De verhoogde den werd afgesneden en de luiken werden weer vervangen door houten luiken. Een tweedehands Deutz van hetzelfde type dat in het schip had gestaan werd op de kop getikt en in het ruim geplaatst in afwachting van een budget om die weer als hoofdmotor te gaan gebruiken.
Voor de continuïteit en om het onderhoud goed te kunnen blijven verzorgen schonk hij het schip in 2003 aan de Landelijke Vereniging tot Behoud van het Historisch Bedrijfsvaartuig en het werd in de Stichting Terra Nova uit Roelofarendsveen ondergebracht. Vanaf die tijd fungeert het als verenigingsschip en wordt het onderhoud mede door vrijwilligers verzorgd. Bij manifestaties wordt het schip als mobiele vergaderruimte gebruikt, voor lezingen en gezelligheid. Het is ook mogelijk om het schip tegen vergoeding voor andere doelen in te zetten, om de kosten van het schip dragelijk te houden.

## Interieur

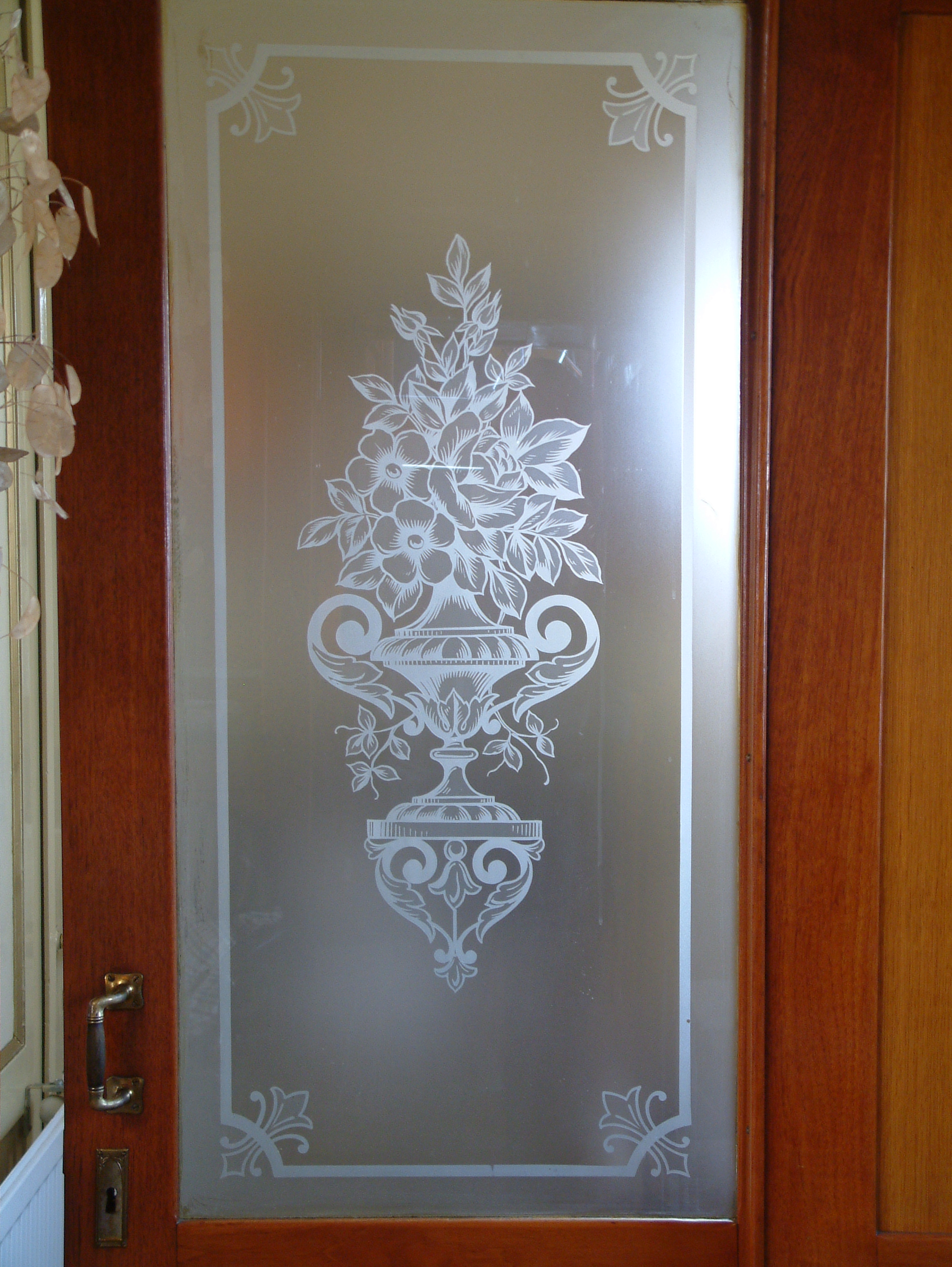
Een binnendeur met bewerkt glas

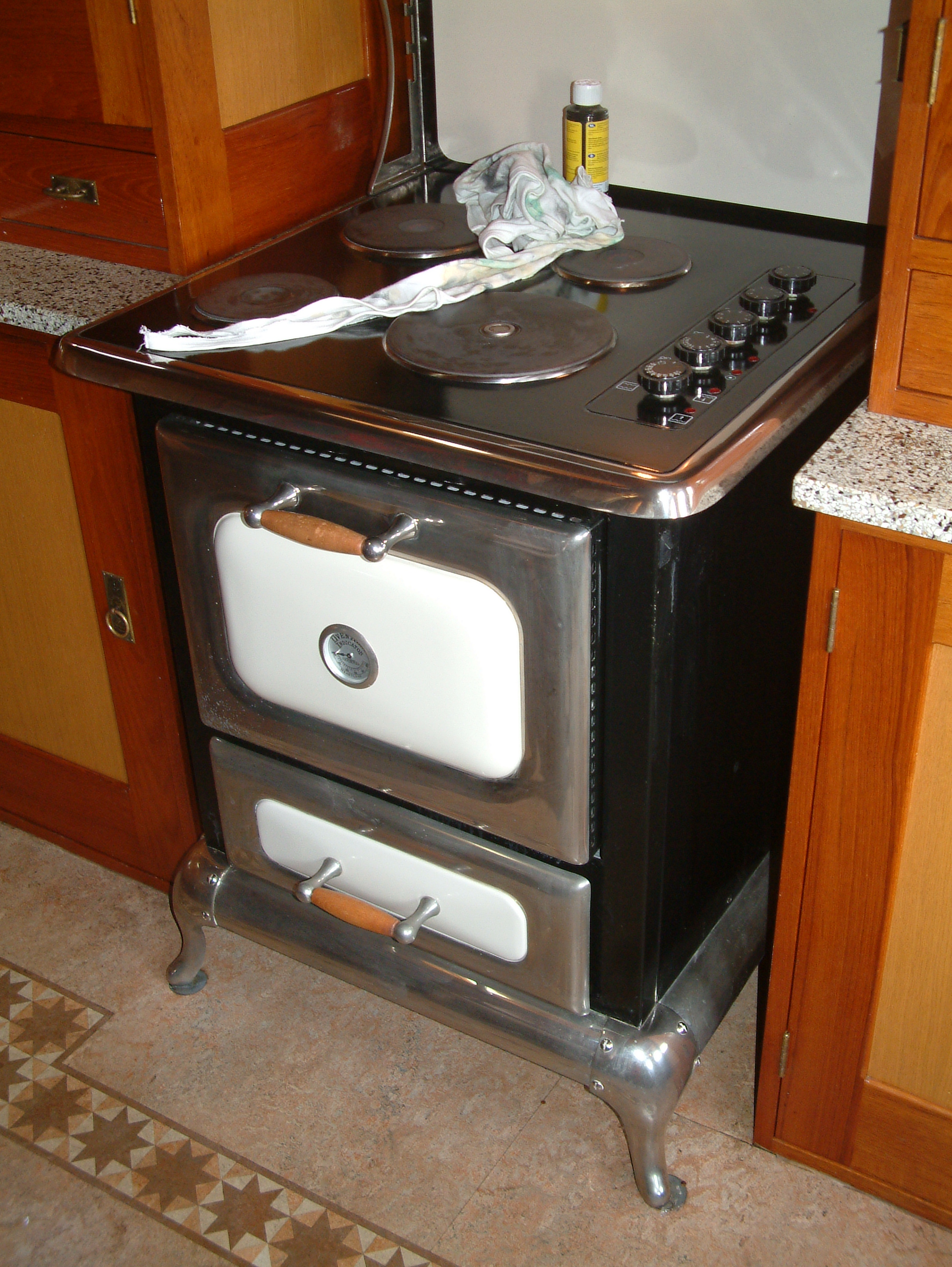

Ook aan het interieur is te zien dat het geld mocht kosten. De woning is voor een groot deel nog authentiek, een klein deel is in oude stijl gerestaureerd. De betimmering is uitgevoerd in massief hout, er kwam geen fineer aan te pas. Het aanrecht is van graniet. Toch heeft de moderne tijd zo veel mogelijk onopvallend enige aanpassingen gebracht. Het fornuis is tegenwoordig elektrisch, achter de deurtjes zijn ook een vaatwasser en een koelkast ingebouwd. Het kamertje voor de loods is omgebouwd tot badkamer.

## Inzet
.

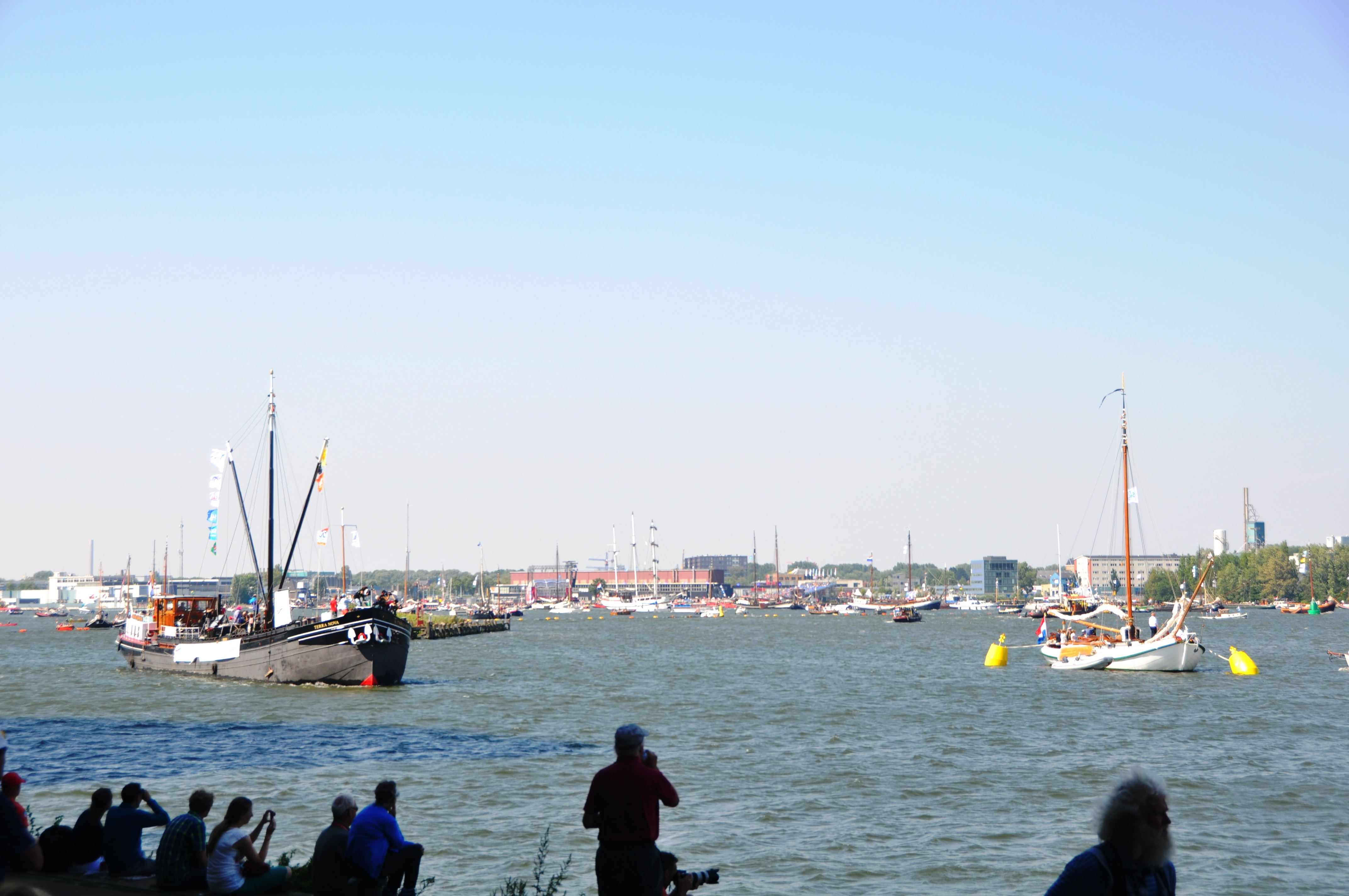
De Terra Nova bij de vlootschouw van SAIL Amsterdam 2015, rechts De Groene Draeck op de boeien

Het schip wordt ingezet voor allerlei evenementen, voornamelijk die bijdragen aan het begrip voor het varend erfgoed. Zoals in 2015 bij SAIL Amsterdam, waar het mocht fungeren als het schip waar de journalisten hun werk konden doen.